# گارایا
گارایا (به لاتین: Garaia) یک روستا در بنگلادش است که در استان باریسال و در ناحیه پیروج‌پور واقع شده است.